# Vulkanammertangare
Die Vulkanammertangare (Acanthidops bairdi) ist eine Vogelart aus der Familie der Tangaren (Thraupidae), die in Costa Rica und Panama verbreitet ist. Der Bestand wird von der IUCN als nicht gefährdet (Least Concern) eingeschätzt. Die Art gilt als monotypisch.

## Merkmale
Die Vulkanammertangare erreicht eine Körperlänge von etwa 13 cm bei einem Gewicht von ca. 16,0 g. Es ist eine kleine Tangare mit einer eigenartigen Schnabelform, die sehr schmal, lang und dünn ist, aber an der Basis dicker und lang und dünn am Rest des Schnabels. Das Männchen ist durchgehend dunkelgrau und ungestreift, die Unterseite nur geringfügig heller als die Oberseite. Bei einigen Exemplaren ist der Bauch heller und die hinteren Flanken sind olivfarben, bei anderen sind sie durchgehend dunkelgrau. Das Weibchen ist auf der Oberseite bräunlich-oliv, vom Oberkopf bis zum Rücken undeutlich gestreift. Das Gesicht ist gräulich mit hellem, gelbbraunem Überaugenstreif. Die Oberflügeldecken haben zimtfarbene bis weißliche Spitzen, die einen Flügelstreifen bilden, die Schirm- und Flugfedern sind zimtfarben gesäumt. Der Schwanz ist bräunlich. Die Unterseite wirkt auffällig rotbraun, undeutlich gestreift an Kehle, Brust und Flanken. Die unteren Flanken bis zu den Unterschwanzdecken sind stark oliv-rotbraun gefärbt. Bei beiden Geschlechtern ist der Oberschnabel schwärzlich und der Unterschnabel gelblich. Die Beine wirken stumpf rosa. Jungtiere ähneln dem Weibchen, aber die Flügeldecken sind blasser, eher bräunlich und an der Unterseite blasser.

## Lautäußerungen
Der Gesang der Vulkanammertangare besteht aus drei bis vier schnellen, hohen Tönen, gefolgt von einem fast elektrisch klingenden Summen, das wie t-t-t-tziiuuu klingt. Der Ruf klingt wie ein hochfrequentes tsip.

## Fortpflanzung
Die Brutsaison der Vulkanammertangare ist von März bis Juni. Die Weibchen bauen einen voluminösen, kompakten Kelch aus Pflanzenmaterial. Dieser besteht hauptsächlich aus blättrigen Leberblättern, Moos und sehr geringen Mengen von Fruchtflechten. Die Innenseite wird mit Farn-Rhizomen, Stroh und Moos der Gattung Thuidium ausgelegt. Dieses wird in ca. 2,25 Meter über dem Boden z. B. in der Mitte von Gestrüpp der Gattung Vaccinium platziert. Ein Gelege besteht typischerweise aus 4 grünlich blauen Eiern mit kleinen bernsteinfarbenen Flecken. Diese konzentrieren sich am breiten Ende und bilden einen Kranz. Die Bebrütung erfolgt durch das Weibchen und dauert 12 bis 14 Tage.

## Verhalten und Ernährung
Die Vulkanammertangare ernährt sich vorwiegend von Gliederfüßern wie Insekten und Spinnen. Auch gehören Samen, besonders von Bambus, aber auch anderen Gräsern, z. B. Trisetum, zu ihrer Nahrung. Gelegentlich ernährt sie sich auch von Nektar. Im Wald sucht sie ihr Futter entlang von Ästen, ähnlich wie die Töpfervögel, aber auch in niedrigem Gebüsch und auf dem Boden. In grasbewachsenen Gebieten am Waldrand geht sie an die Grashalme, um sich von deren Samen zu ernähren. Sie verzehrt größere Beeren auf merkwürdige Weise, indem sie diese mit dem Schnabel ansticht, sie dann zu einem waagerechten Zweig transportiert, um die Beeren dort auszupressen und den Saft zu genießen. Dann wirft sie die Schale ab. Bei der Futtersuche ist sie einzeln, in Pärchen oder kleinen Gruppen unterwegs.

## Verbreitung und Lebensraum

Verbreitungsgebiet der Vulkanammertangare

Die Vulkanammertangare bewohnt Waldränder und offenere Bereiche der Wälder der Hochebenen und des Wolken- und Nebelwalds. Insbesondere im Bambusdickicht ist sie oft unterwegs. Ebenso sieht man sie an den Weiden, die an Wälder angrenzen. Sie bewegt sich in Höhenlagen von 1500 bis 3100 Metern. Zum Verbreitungsgebiet gehören die Hochebenen südlich der Cordillera de Guanacaste in Costa Rica und das westliche Gebiet der Provinz Chiriquí.

## Migration
Die Vulkanammertangare gilt als Standvogel, der örtlich zieht, um die saisonal vorhandenen Bambussamen zu nutzen.

## Etymologie und Forschungsgeschichte
Die Erstbeschreibung der Vulkanammertangare erfolgte 1882 durch Robert Ridgway unter dem wissenschaftlichen Namen Acanthidops bairdi. Mit der Art führte er die neue Gattung Acanthidops ein. Dieses Wort ist aus dem griechischen »acanthis, akanthidos ακανθις, ακανθιδος« für Acanthis aus der griechischen Mythologie, die sich einen Finken verwandelte, und »ōps, ōpos ωψ, ωπος« für Aussehen, Gesichtszüge zusammengesetzt. Der Artname bairdi ist Spencer Fullerton Baird gewidmet. Das Typusexemplar wurde am Irazú von Juan Cooper gesammelt.